# 1363
Évszázadok: 13. század – 14. század – 15. század
Évtizedek: 1310-es évek – 1320-as évek – 1330-as évek – 1340-es évek – 1350-es évek – 1360-as évek – 1370-es évek – 1380-as évek – 1390-es évek – 1400-as évek – 1410-es évek
Évek: 1358 – 1359 – 1360 – 1361 –  1362 – 1363 – 1364 – 1365 – 1366 – 1367 – 1368

## Események

### Határozott dátumú események
- szeptember 6. – II. Fülöp (II. János francia király fia) lesz Burgundia hercege (1404-ig uralkodik).

### Határozatlan dátumú események
- az év folyamán –
  - I. Lajos magyar király a boszniai főurak lázadásának leverésére sereget indít Kont Miklós és Apáti Miklós esztergomi érsek vezetésével, de vereséget szenvednek.[1]
  - VII. Magnus trónfosztása után Mecklenburgi Albert lesz Svédország királya.
  - VI. Haakon norvég király és Margit dán hercegnő házassága.
  - A tiroli grófok utolsó sarja – a nagy szájáról elnevezett Margarete Maultasch – átadja Rudolf osztrák főhercegnek Tirolt.[2]
  - Az Oszmán Birodalom központját az anatóliai Bursából az európai Drinápolyba teszik át. (Drinápoly marad a birodalom fővárosa egészen 1453-ig, Konstantinápoly elfoglalásáig.)[3]

## Születések
- július 2. – I. Mária szicíliai királynő (†1401)
- december 14. – Jean Gerson a párizsi egyetem rektora.
- I. Francesco Gonzaga Mantova grófja († 1407).

## Halálozások
- január 13. – III. Meinhard, Görz és Tirol grófja
- július 18. – Aragóniai Konstancia, az aragón trón örököse, Szicília (Trinacria) királynéja, I. Mária szicíliai királynő anyja (* 1344)